# とってもええぞう
「とってもええぞう」は、いきものがかりのミュージック・ビデオ集。2009年3月4日にDVDで発売。発売元はエピックレコードジャパン。

## 解説
いきものがかり初の映像作品で、初回仕様限定盤には特典として「いきものカード011」が封入されている。
デビューシングル「SAKURA」から「気まぐれロマンティック」までに制作されたミュージック・ビデオと『My song Your song』までのシングル・アルバムのTV SPOTが収録されている。その他に特典映像として「帰りたくなったよ-こんにつあー!!2008 LIVE Ver.-」「帰りたくなったよ-アナザー テイク Ver.-」「帰りたくなったよ-比べたくなったよ Ver.-」が収録されているほか、ミュージック・ビデオでは「いきものがかりによる楽しい作品解説」として3人が副音声でミュージック・ビデオ撮影に関するエピソード等を明かすトークが展開されている。
なお、本作品発売の4年後、ミュージック・ビデオ集第二弾「とってもええぞう2」発売と同時に、本作のBlu-ray版「帰ってきたとってもええぞう」も発売され、「いきものがかりによる楽しい作品解説」が改めて収録し直され（DVDバージョンも収録）、歌詞表示機能が新たに加えられた。
本作の発売までに発表されているミュージック・ビデオのうち、タイアップ作品である映画の映像が用いられている「二輪花」（映画『チェリーパイ』）と「青春のとびら」（映画『モンスター・ハウス』）、『桜咲く街物語』発売の際に新たに作られタイアップCMであるNTT東日本DENPO115の映像が用いられている「SAKURA -2007version-」のミュージック・ビデオは収録されていない。
タイトル「とってもええぞう」を考案したのは吉岡で、「とってもいい」と「映像」を組み合わせた駄洒落となっている。本作以外にもいきものがかりの作品やグッズの名前には2つの言葉を組み合わせた駄洒落となっているものが存在する。

## 収録内容
- 初回仕様限定盤・通常盤共通収録。既発曲の解説は各収録作品を参照のこと。

### ミュージック・ビデオ
1. SAKURA
ディレクター：竹内鉄郎
2. HANABI
ディレクター：ウスイ☆ヒロシ
3. コイスルオトメ
ディレクター：番場秀一
4. 流星ミラクル
ディレクター：滝本登鯉
5. うるわしきひと
ディレクター：番場秀一
6. 夏空グラフィティ
ディレクター：三木孝浩
7. 青春ライン
ディレクター：大橋陽
8. 茜色の約束
ディレクター：舟越響子
9. 花は桜 君は美し
ディレクター：三木孝浩
10. 帰りたくなったよ
ディレクター：三木孝浩
11. ブルーバード
ディレクター：河谷英夫
12. プラネタリウム
ディレクター：三木孝浩
13. 気まぐれロマンティック
ディレクター：河谷英夫

### TV SPOT

#### シングル
1. SAKURA
2. HANABI
3. コイスルオトメ
4. 流星ミラクル
5. うるわしきひと
6. 夏空グラフィティ
7. 青春ライン
8. 茜色の約束
9. 花は桜 君は美し
10. 帰りたくなったよ
11. ブルーバード
12. プラネタリウム
13. 気まぐれロマンティック

#### アルバム
1. 桜咲く街物語
2. ライフアルバム
3. My song Your song

### 特典映像
1. 帰りたくなったよ -こんにつあー!! 2008 LIVE Ver.-
2. 帰りたくなったよ -アナザーテイク Ver.-
3. 帰りたくなったよ -比べたくなったよ Ver.-